# Campionati europei di nuoto in vasca corta 2010 - 800 metri stile libero femminili
La competizione si è svolta il 26 novembre 2010 in due batterie: la mattina hanno gareggiato le prime 5 atlete mentre la sera le rimanenti 8.

## Medaglie
| Posizione | Atleta              | Paese    |
| --------- | ------------------- | -------- |
| Oro       | Federica Pellegrini | Italia   |
| Argento   | Boglárka Kapás      | Ungheria |
| Bronzo    | Grainne Murphy      | Irlanda  |

## Record
Prima della manifestazione il record del mondo (RM), il record europeo (EU) e il record dei campionati (RC) erano i seguenti.
| Record mondiale       | 8:04.53 | Alessia Filippi Italia | 12 dicembre 2008 Fiume, Croazia |
| Record europeo        | 8:04.53 | Alessia Filippi Italia | 12 dicembre 2008 Fiume, Croazia |
| Record dei campionati | 8:04.53 | Alessia Filippi Italia | 12 dicembre 2008 Fiume, Croazia |

Durante la competizione non sono stati migliorati record.

## Risultati
| Pos. | Atleta               | Nazionalità   | Tempo   | Batteria | Corsia | Note |
| ---- | -------------------- | ------------- | ------- | -------- | ------ | ---- |
|      | Federica Pellegrini  | Italia        | 8:15.20 | 1        | 3      |      |
|      | Boglárka Kapás       | Ungheria      | 8:18.56 | 2        | 6      |      |
|      | Grainne Murphy       | Irlanda       | 8:19.45 | 1        | 4      |      |
| 4    | Melanie Costa Schmid | Spagna        | 8:21.92 | 2        | 4      |      |
| 5    | Tjaša Oder           | Slovenia      | 8:22.77 | 2        | 3      |      |
| 6    | Nina Cesar           | Slovenia      | 8:24.57 | 2        | 5      |      |
| 7    | Elizaveta Gorshkova  | Russia        | 8:28.48 | 2        | 2      |      |
| 8    | Claudia Dasca Romeu  | Spagna        | 8:29.05 | 2        | 7      |      |
| 9    | Jessica Thielmann    | Regno Unito   | 8:33.91 | 1        | 6      |      |
| 10   | Swann Oberson        | Svizzera      | 8:36.82 | 2        | 8      |      |
| 11   | Alexandra Veselova   | Russia        | 8:37.77 | 1        | 5      |      |
| 12   | Julia Hassler        | Liechtenstein | 8:42.44 | 2        | 1      |      |
| 13   | Amalie Emma Thomsen  | Danimarca     | 8:52.74 | 1        | 2      |      |